# Patrie Football Club bizertin
Le Patrie Football Club bizertin (arabe : نادي وطن بنزرتي لكرة القدم), plus couramment abrégé en PFC Bizerte, est un ancien club tunisien de football fondé en 1922 et disparu en 1962, et basé dans la ville de Bizerte.

## Historique
Disparu avec le départ des européens au début des années 1960, ce club est issu de la fusion réalisée en 1932 du Football Club bizertin (FCB) et de la Patrie de Bizerte, un club omnisports destiné aux militaires et aux recrues français appelés à effectuer leur service militaire à Bizerte.

### Histoire du Football Club bizertin
Ce club voit le jour en 1922 et évolue au niveau régional. Il commence à se distinguer à partir de 1925, année au cours de laquelle il est deuxième de la poule Nord derrière le Sporting Club de Ferryville et parvient en quarts de finale de la coupe de Tunisie qu'il perd contre le futur vainqueur, le Stade gaulois. L'année suivante, l'équipe présidée par André Sautereau remporte le championnat du district Nord et parvient en finale de la coupe qu'elle perd difficilement contre le Sporting Club de Tunis. En 1929, les champions des districts Nord et Nord-Ouest rejoignent la première division Nord (appelée alors division d'honneur Nord) et le FCB se classe souvent en milieu du tableau, avant de devenir le Patrie Football Club bizertin en 1932.

### Disparition du club
Après avoir été rétrogradé en seconde division à l'issue de la saison 1957-1958, le club y passe deux saisons puis descend en troisième division pour deux autres années, en alignant presque exclusivement des joueurs tunisiens, à l'instar de Mohamed Larbi, Tahar Ben Hassen, Mohamed Hédi Meliani, Mohamed Larbi Raïes, Habib Boujemâa et Béchir Chibani, sous la direction de Tijani Chafiaâ, avant sa disparition définitive en 1962.

## Palmarès
- Coupe de Tunisie (1) :
  - Vainqueur : 1946

## Parcours

### Parcours du PFCB
- 1933 : 6e, éliminé au premier tour de la coupe par l'Espérance de Mateur
- 1934 : 8e, rétrograde en promotion d'honneur (district Nord), éliminé au premier tour de la coupe par le Club athlétique bizertin
- 1935 : Champion de la promotion d'honneur (district Nord)[1], éliminé en quarts de finale de la coupe par le Stade gaulois
- 1936 : 3e de la division d'honneur Nord
- 1937 : 5e[2], éliminé en quarts de finale de la coupe par le Sfax railway sport
- 1938 : 4e, éliminé en huitièmes de finale de la coupe par la Jeunesse de Hammam Lif
- 1939 : 3e, éliminé en quarts de finale de la coupe par l'Espérance sportive de Tunis
- 1942 : 3e[3], éliminé en huitièmes de finale de la coupe par l'Union sportive de Béja.
- 1946 : 2e de la poule Nord du critérium et vainqueur de la coupe

### Parcours en division d'excellence
À partir de la saison 1946-1947, le championnat de Tunisie de football est organisé au niveau national sous le nom de division d'excellence, qui devient la division nationale en 1956.
| Saison    | Classement   | Meilleurs buteurs                                    | Résultat en Coupe |
| --------- | ------------ | ---------------------------------------------------- | ----------------- |
| 1946-1947 | 3e           | Gallard (11), Vignes (8)                             | 1/4 de finaliste  |
| 1947-1948 | 7e           | Gallard (6), Guingo (5)                              | Finaliste         |
| 1948-1949 | 8e           | Roger Langella (4), Regoli, Zuparek, Solari (3)      | Demi-finaliste    |
| 1949-1950 | 7e           | Providente (11), Vignes (7)                          | Demi-finaliste    |
| 1950-1951 | 2e (ex æquo) | Providente (17), Lavergne (6)                        | 1/8 de finale     |
| 1953-1954 | 4e           | Providente et Bedelian (4)                           | 1/8 de finale     |
| 1954-1955 | 11e          | Vito Perlongo (8), Leblant et André Manzano (5)      | 1er tour          |
| 1955-1956 | 10e          | André Manzano (7), Jacques Danielli (4), Prevost (3) | 1/8 de finale     |
| 1956-1957 | 11e          | Voisine et Prevost (6), Mokhtari (4)                 | 1/16 de finale    |
| 1957-1958 | 14e          | Christian Solet, Simon Czerwonska et Bellet (4)      | 1/8 de finale     |